# 6419/6420次列车
6419/6420次列车，是中国铁路运行于北京市通州区与河北省东北部城市承德的一列普通旅客列车，现由中国铁路北京局集团有限公司承德车务段客运乘务车间负责客运任务。列车使用中国铁路25G型客车，运行纵贯京承铁路，途经北京、河北两省市，全程238公里。其中通州西站至承德站运行6小时49分，使用车次为6419次；承德站至通州西站运行7小时25分，使用车次为6420次。该列车贯穿北京东部郊区与河北承德部分地区，也是北京东部地区唯一一趟普通列车。

## 历史
1960年4月1日，京承铁路怀柔至承德段新线及双桥至怀柔段旧线改造完成，京承铁路全线通车。北京铁路局北京站开行2班往返北京与承德的直通旅客列车，分别为351/2次及353/354次。
1978年，两班列车的车次改为451/2次及453/4次，维持直客等级。
1983年，两班列车改为551/2次及553/4次。
1997年4月1日，受与中国铁路第一次大提速同步进行的车次号段调整影响，这两班列车再次分别改为851/2次及853/4次，列车等级为普通旅客列车。
2000年10月21日，受中国铁路第三次大提速影响，铁道部再次调整了全国铁路的车次号段，两班列车分别改为7151/7152、7153/7154次。由于北京站运输能力日趋饱和，这两班列车在北京的到发时间曾经过多次调整，并曾短暂改至北京南站始发终到。
2007年4月18日，受中国铁路第六次大提速影响，7151/7152次列车更改车次为6419/6420次，并一直使用至今；7153/7154次列车亦在同日更改为6417/6418次，直至2012年7月1日停运。同时，两班列车的始发站由北京站改为北京东站，以缓解北京站的运力紧张局面。
2012年7月1日，受秦沈客专增加动车组班次的影响，6419/20次列车将始发站由北京东站缩至通州西站。至此，这班列车的运行图再未更改。同日，6417/8次列车停运，并升级为K7717/7718次快速列车，该车后延长至邯郸，以管内旅游列车的名义继续开行，即Y514/1、Y512/3次列车。
2020年至2023年，6419/6420次列车曾多次因疫情停运。
2024年5月28日，6419次升级為自发电空調車底。翌日，6420次也升级為自发电空調車底。但票价仍然使用新空调普快的标准，而非理论上的空调普快。

## 列车编组
6419/6420次列车使用2组配属中国铁路北京局集团有限公司北京车辆段的中国铁路25G型客车，供电方式为AC380V。采取3节车厢编组，其中硬座车2辆、硬卧车1辆。车体与承德至兴隆县的6433/6434次列车套用运行，运行交路为通州西→6419→承德→6434→兴隆县→6433→承德→6420→通州西，由承德运用车间整备。车体供电由车辆自带的柴油发电机供电，因此不需要再加挂一节空调发电车。
| 车厢编号 | 1-2          | 3            |          |          |
| 车型     | YZ25G 硬座车 | YW25G 硬卧车 |          |          |
| 配属     | 京局京段     | 京局京段     | 京局京段 | 京局京段 |

### 歷史編組
6419/6420次列车於2024年5月27/28日前使用2组配属中国铁路北京局集团有限公司北京车辆段的中国铁路25B型客车，采取3节车厢编组，其中硬座车2辆、硬卧车1辆。2组车体与承德至兴隆县的6433/6434次列车套用运行，运行交路为通州西→6419→承德→6434→兴隆县→6433→承德→6420→通州西，由承德运用车间整备。车体供电由车轮处的48V履带式发电机发电，并在车体底部转向架之间设蓄电池仓，供车内照明及电扇运转。
| 车厢编号 | 2-3          | 6            |          |          |
| 车型     | YZ25B 硬座车 | YW25B 硬卧车 |          |          |
| 配属     | 京局京段     | 京局京段     | 京局京段 | 京局京段 |

## 机车交路
6419/6420次列车全程由中国铁路北京局集团有限公司怀柔北机务段使用东风4D型柴油机车担当通州西至承德间机车交路，由怀柔北机务段承德运用车间机车乘务员值乘。
| 车站区段               | 通州西 ↔ 承德                      |
| 本务机车 配属 司机更替 | 东风4D型柴油机车 京局怀段 承德司机 |

## 时刻表
以下数据截至2025年5月29日：
| 里程 | 6419次 | 6419次 | 停靠站   | 6420次 | 6420次 | 里程 |
| 里程 | 到点   | 开点   | 停靠站   | 到点   | 开点   | 里程 |
| ---- | ------ | ------ | -------- | ------ | ------ | ---- |
| 0    | —      | 08:03  | 通州西   | 18:11  | —      | 238  |
| 13   | 08:16  | 08:20  | 张辛     | 17:49  | 17:58  | 225  |
| 27   | 08:32  | 08:48  | 顺义     | 17:30  | 17:36  | 211  |
| 34   | 08:58  | 09:01  | 牛栏山   | 17:00  | 17:21  | 204  |
| 46   | 09:12  | 09:14  | 庙城     | 16:27  | 16:50  | 192  |
| 50   | 09:20  | 09:25  | 怀柔     | 16:13  | 16:21  | 188  |
| 60   | 09:35  | 09:37  | 统军庄   | 15:53  | 16:03  | 178  |
| 72   | 09:51  | 09:53  | 密云北   | 15:37  | 15:39  | 166  |
| 117  | 11:04  | 11:06  | 六道河子 | 14:06  | 14:11  | 121  |
| 126  | 11:21  | 11:23  | 前苇塘   | 13:51  | 13:53  | 112  |
| 137  | 11:40  | 11:43  | 兴隆县   | 13:29  | 13:35  | 101  |
| 151  | 12:04  | 12:07  | 北马圈子 | 13:05  | 13:07  | 87   |
| 158  | 12:16  | 12:19  | 鹰手营子 | 12:54  | 12:56  | 80   |
| 162  | 12:27  | 12:48  | 洞庙河   | 12:46  | 12:47  | 76   |
| 168  | 12:56  | 12:58  | 下台子   | 12:37  | 12:38  | 70   |
| 183  | 13:20  | 13:22  | 潘家店   | 12:14  | 12:15  | 55   |
| 191  | 13:33  | 13:37  | 南湾子   | 12:04  | 12:05  | 47   |
| 199  | 13:48  | 13:58  | 新杖子   | 11:46  | 11:53  | 39   |
| 209  | 14:10  | 14:11  | 西大庙   | 11:30  | 11:32  | 29   |
| 216  | 14:21  | 14:22  | 上板城南 | 11:17  | 11:19  | 22   |
| 219  | 14:27  | 14:28  | 上板城   | 11:09  | 11:11  | 19   |
| 228  | 14:39  | 14:40  | 承德东   | 10:56  | 10:58  | 10   |
| 238  | 14:52  | —      | 承德     | —      | 10:44  | 0    |